# Repunit
A repunit olyan természetes szám, mely csak 1-es számjegyeket tartalmaz, mint például 11, 111, 1111 stb. A repunit szó egy angol vegyülékszó, mely a „repeated unit”-ból képeztek, és ismétlődő egységet, vagy ismétlődő egyeseket jelent. Szokták a szórakoztató vagy rekreációs matematika tárgykörébe sorolni, mely azt jelenti, hogy ez a fogalom nem tartozik szorosan a professzionális matematika tudományának tárgykörébe. A repunit a repdigit legegyszerűbb formája. Fogalmát Albert H. Beiler matematikus vezette be 1966-ban.

## Definíció
A b radixú (alapszámú) repunit definíciója:
{\displaystyle R_{n}^{(b)}={b^{n}-1 \over {b-1}}\qquad {\mbox{ahol }}b\geq 2,n\geq 1.}
Ez a definíció tízes számrendszerben:
{\displaystyle R_{n}=R_{n}^{(10)}={10^{n}-1 \over {10-1}}={10^{n}-1 \over 9}\qquad {\mbox{ahol }}n\geq 1.}
Így, az Rn = Rn(10) szám decimális rendszerben n darab 1-es számjegyet tartalmaz.
A repunitok sorozata decimális rendszerben így kezdődik:
1, 11, 111, 1111, …
Hasonlóan, a kettes számrendszerben képzett repunitok:
{\displaystyle R_{n}^{(2)}={2^{n}-1 \over {2-1}}={2^{n}-1}\qquad {\mbox{ahol }}n\geq 1.}
Így az Rn(2) szám bináris rendszerben n darab 1-es számjegyet tartalmaz.